# Municipio de Cuautitlán de García Barragán
El municipio de Cuautitlán de García Barragán es un municipio de la Región Costa Sur del estado de Jalisco, México. Cuenta con sitios turísticos como Cuzalapa, Tequesquitlán y la Iglesia católica de Tierras Blancas (San José Obrero) 

## Toponimia
Cuautitlán o Quautitlán, proviene del náhuatl; y significa: "lugar entre árboles".

## Historia
Perteneció al cacicazgo de Cuzalapa. A su cacique lo llamaban Escarpe porque era muy audaz y el vocablo significa "pulga" en la lengua otomita, hablada por los naturales. Sus habitantes eran una mezcla de toltecas, zapotecas, otomíes y nahuas.
En 1522, Cortés de San Buenaventura mandó en este lugar, a cinco españoles quienes fueron recibidos en paz y tomaron posesión de las tierras. Por cédula expedida en Madrid en 1522, el emperador Carlos V extiende título original del pueblo viejo, fundador de Santiago de Cuzalapa llamado Hueumititlán, dando merced de terrenos a este pueblo situado a 7 km de su actual sitio.
Cuando el obispo de Guadalajara, Pedro Espinoza, visitó el poblado el 22 de enero de 1855, sugirió que fuera cambiado a otro lugar por la insalubre y despoblado que estaba. Se escogieron unas tierras sanas cubiertas de grandes árboles y con abundancia de agua llamadas Las Pilas. Allí se fundó el pueblo con el nombre de Pueblo Nuevo, como lo siguen conociendo algunos lugareños, siendo regaladas las tierras por los aborígenes de Ayotitlán.
El Sr. Cura Mateo Centerno dirigió el cambio y en 1884 el primer obispo de Colima, Melitón Vargas, ordenó que sele restituyera su nombre primitivo. Desde el siglo pasado fue comisaría de Villa Purificación; el primero de diciembre de 1943 pasó a depender, con igual categoría, del municipio de Casimiro Castillo. El 14 de noviembre de 1946 por decreto número 5184 fue elevado a la categoría de municipio, siendo gobernador del Estado el general Marcelino García Barragán. Su primer alcalde fue Luis Méndez Méndez.
Marcelino García Barragán era originario del municipio, él introdujo la luz eléctrica, agua potable y el reloj público, entre otras cosas. Por decreto N.° 12851 del 3 de diciembre de 1987, se autoriza al Ayuntamiento de Cuautitlán para que se denomine al municipio Cuautitlán de García Barragán.

## Descripción geográfica

### Ubicación
El municipio de Cuautitlán de García Barragán se localiza en la región Costa Sur del estado de Jalisco. Sus municipios colindantes son Tolimán, Tuxcacuesco, Cihuatlán, La Huerta, Autlán de Navarro y Casimiro Castillo. Tiene una extensión territorial de 1,360.53 kilómetros cuadrados.
El municipio colinda al norte con los municipios de Casimiro Castillo, Autlán de Navarro y Tuxcacuesco; al este con el municipio de Tolimán y el estado de Colima; al sur con el estado de Colima y el municipio de Cihuatlán; al oeste con los municipios de Cihuatlán, La Huerta y Casimiro Castillo.

## Medio físico
El 60,7% del municipio tiene terrenos montañoso y La roca predominante es granito (38,3%), rocas ígneas intrusivas ácidas. El suelo predominante es el regosol (49,9%), son de poco desarrollo, claros y pobres en materia orgánica pareciéndose bastante a la roca que les da origen. El bosque (68,3%) es el uso de suelo dominante en el municipio

### Hidrografía
Los tipos de recursos hídricos del municipio están constituidos por aguas subterráneas, ríos y lagos. El territorio está ubicado dentro de 6 acuíferos de los que el 88,8% no tienen disponibilidad y el 11,2% se encuentra con disponibilidad de agua subterránea.
El territorio municipal está dentro de las cuencas Canoas, Río Marabasco A, Río Purificación de las cuales el 100.0% tienen disponibilidad y el 0% presentan déficit de disponibilidad de agua superficial.
Sus recursos hidrológicos son proporcionados por los ríos: Marabasco y Minatitlán. Los arroyos: San Miguel, El Mojo, Las Cabezas, Cuzalapa, Tequezquitlán y El Mamey; así como las presas: Morilos y Las Cabezas.

### Clima, temperatura y precipitación
La mayor parte del municipio de Cuautitlán de García Barragán (74,8%) tiene clima cálido subhúmedo. La temperatura media anual es de 22.9 °C, mientras que sus máximas y mínimas promedio oscilan entre 34.3 °C y 12.5 °C respectivamente. La precipitación media anual es de 1,278mm.

## Áreas naturales protegidas
Cuautitlán de García Barragán alberga 1 área natural protegida con una superficie de 48,074.58 hectáreas (ha) lo que representa el 35,3% de todo el territorio municipal. Además, se cuenta con 5,5% de humedales. El ANP tipificada en el territorio municipal lleva por nombre Sierra de Manantlán.

## Sequía
A nivel municipal la sequía moderada es la que tiene una mayor distribución con un 45,5%, seguido por severa y extrema con el 28,4% y el 19,4% respectivamente.

## Flora y fauna

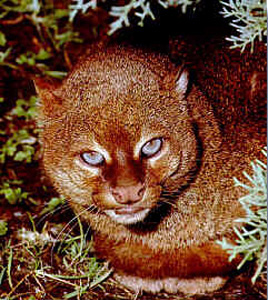
Variedad de felinos habitan en el municipio.

Su vegetación está compuesta de ocote, pino, oyamel, cedro blanco y encino.
Los felinos, el tlacuache y la ardilla pueblan esta región.

## Infraestructura
El municipio cuenta con 16 servicios públicos, de los cuales destacan 78 escuelas, seguido de 39 instalaciones deportivas o de recreación y centros de asistencia con 27.

### Salud
Según los registros de la secretaría de salud, en el municipio se encuentran 15 unidades de servicio de salud como lo son consultorios, hospitales generales y especializados, oficinas administrativas, farmacias, laboratorios, unidades de medicina familiar, de especialidades médicas y móviles. De las cuales 14 corresponden a la Secretaría de Salud (SSJ), 1 unidad de salud es del Instituto de Seguridad y Servicios Sociales para los Trabajadores del Estado (ISSSTE).

## Economía y empleo
Conforme a la información del Directorio Estadístico Nacional de Unidades Económicas (DENUE) de INEGI, el municipio de Cuautitlán de García Barragán cuenta con 247 unidades económicas al mes de mayo de 2024 y su distribución por sectores revela un predominio de establecimientos dedicados a Comercio, siendo estos el 44.13% del total en el municipio. 

### Empleos
Para junio de 2024 el IMSS reportó un total de 61 trabajadores asegurados, lo que representó para el municipio de Cuautitlán de García Barragán un incremento anual de 17 trabajadores en comparación con el mismo mes de 2023, debido al alza del registro de empleo formal de algunos de sus grupos económicos principalmente el de Agricultura. En función de los registros del IMSS el grupo económico que más empleos presentó dentro del municipio de Cuautitlán de García Barragán fue el de Servicios financieros y de seguros (bancos, financieras, compañías de seguros, etc.), ya que en junio de 2024 registró un total de 28 trabajadores concentrando el 45,9% del total de asegurados en el municipio. El segundo grupo económico con más trabajadores asegurados fue el de Agricultura, que para junio de 2024 registró 13 trabajadores asegurados que representan el 21,31% del total de trabajadores asegurados a dicha fecha. El tercer grupo económico más importante fue el de fabricación de alimentos con el 8,2% de trabajadores asegurados.

## Demografía y localidades
Según el Censo de Población y Vivienda 2020, su población en ese año era de 18,370 personas; de las cuales el 50.9 por ciento eran hombres y 49.1 por ciento mujeres.  Comparando este volumen poblacional con el del año 2015 (18,138 habitantes), se observa que la población municipal aumentó un 1,28 por ciento en cinco años.

### Localidades
En 2020 Cuautitlán de García Barragán contaba con 121 localidades, de las que 5 eran de dos viviendas y 30 de una. La localidad de Cuautitlán de García Barragán era la más poblada, con 2,794 personas, que representaban el 15,2% de la población del municipio; le seguía Tequesquitlán con el 11.3%, Telcruz con el 6,4%, Chacala con el 5,9% y Cuzalapa con el 5,5% del total municipal.
| Código INEGI      | Localidad                     | Población (2020) |
| ----------------- | ----------------------------- | ---------------- |
| 140270001         | Cuautitlán de García Barragán | 2 794            |
| 140270114         | Tequesquitlán                 | 2 083            |
| 140270111         | Telcruz                       | 1 169            |
| 140270031         | Chacala                       | 1 085            |
| 140270030         | Cuzalapa                      | 1 019            |
| Otras localidades | Otras localidades             | 10 220           |
| Total municipal   | Total municipal               | 18 370           |

## Migración
Su índice de intensidad migratoria se ubicó en 63,34 puntos, lo que nos da un grado de intensidad migratoria bajo.

## Pobreza por carencia social
Respecto a las carencias sociales en 2020, destaca que el indicador de carencia por acceso a la seguridad social es el acceso a la seguridad social, con un 78,8 por ciento, que en términos absolutos representa 13,529 habitantes. En contraste, el que menos proporción de población presentó fue el de acceso a los servicios de salud, con el 23,9 por ciento. Otros indicadores como acceso a servicios básicos de la vivienda, calidad y espacio de la vivienda, acceso a la alimentación y rezago educativo se ubicaron en 70, 32, 30 y 27 por ciento respectivamente.

## índice de desarrollo municipal (IDM)
Cuautitlán de García Barragán obtiene un desarrollo institucional Alto con un IDM-I de 68.

## Promedio mensual de carpetas de investigación
Durante el periodo de junio de 2023 a mayo de 2024, se abrieron un total de 85 carpetas de investigación con un promedio mensual de 7 carpetas abiertas en donde el delito más investigado fue el de lesiones dolosas. 

## Turismo
Existen en la región zonas arqueológicas de regular importancia. Los indígenas de Cuzalapa conservan un plano antiquísimo del cacicazgo de 1531 pintado en tela. Sus bosques y ríos son paisajes dignos de admirarse.
Artesanías
- Elaboración de: cestería, petates, fustes, sillas de montar y muebles rústicos.

## Fiestas
Fiestas civiles
- Feria taurina. Segundo domingo de mayo.

Fiestas religiosas
- Nuestra Señora de la Natividad. Del 31 de agosto al 8 de septiembre.

## Hermanamiento
- Texas Laredo (2013)[7]